# Panitula Velika
Koordinati:   43°45′35″N, 15°20′30″E
Panitula Velika je otoček v Jadranskem morju, ki pripada Hrvaški.
Otoček leži v  Narodnem parku Kornati, južno od Piškere, od katere ga loči na severozahodni strani otočka preliv, ki je globok do 1 m, ter na najožjem delu širok okoli 100 m. Površina Piškere meri 0,151 km². Dolžina obale je 2,45 km. Najvišji vrh je visok 36 mnm. Na otočku se nahaja »ACI Marina«, ki ima 120 privezov, restavracijo in manjšo trgovino. Marina, ki je izpostavljena močnim udarcem burje, je odprta vsako leto od Velike noči do 31. oktobra. Vplutje v marino je možno z jugovzhodne strani mimo otočka Panitula Mala.